# Diploglossus microlepis
Diploglossus microlepis är en ödleart som beskrevs av Gray 1831. Diploglossus microlepis ingår i släktet Diploglossus och familjen kopparödlor. Inga underarter finns listade i Catalogue of Life.